# Handball Club Verviers
Maillots
Dernière mise à jour : 20 janvier 2022.
Le Handball Club Verviers, plus communément le HC Verviers, est un club de handball, situé à Verviers dans la province de Liège en Belgique. Le club est le résultat d'une fusion entre l' Entente Verviers et de La Fraternité Verviers survenu en 1996.
Affilié à la LFH, le club évolue actuellement en Promotion Liège, quatrième et dernier échelon.

## Histoire

### 50'-1996: La Fraternité Verviers
| Division   | nombres de saisons | Saisons   |
| ---------- | ------------------ | --------- |
| Division 1 | 1                  | 1959/1960 |

La Fraternité Verviers a été fondé par Jules Thysen, porteur du matricule 31, le club a probablement été fondé dans les années 1950,.
Son fait d'arme le plus important est une unique saison en Division 1 en 1959/1960. Par la suite, La Fraternité ne réussit jamais à se hisser plus haut qu'en Division 2. Avant dernier de cette division lors de la saison 1994-1995. Le club doit faire face à des problèmes et se retrouve directement en Promotion (quatrième niveau). La saison 1995-1996 sera la dernière de La Fraternité Verviers. Jouant au plus bas niveau, le club vu même de l' Entente se classer devant lui.

### 1986-1996: L'Entente Verviers
Lors de sa dernière saison, le club évolue en Promotion. Le club exista 10 ans avant de fusionner avec son voisin pour former le HC Verviers, lui donnant par ailleurs son matricule.

### Parcours  de la Fraternité et de l'Entente
| La Fraternité Verviers |            |     |               |
| ...                    |            |     |               |
| 1958-1959              | Division 2 | ?   | ?             |
| 1959-1960              | Division 1 | 8e  | ?             |
| 1960-1961              | Division 2 | ?   | ?             |
| ...                    |            |     |               |
| 1978-1979              | ?          | ?   | ?             |
| 1979-1980              | Division 3 | 2e  | ?             |
| 1980-1981              | Division 3 | 2e  | ?             |
| 1981-1982              | ?          | ?   | ?             |
| 1982-1983              | Division 3 | ?   | ?             |
| 1983-1984              | Division 3 | ?   | ?             |
| 1984-1985              | ?          | ?   | ?             |
| 1985-1986              | ?          | ?   | ?             |
| 1986-1987              | ?          | ?   | ?             |
| 1987-1988              | Division 2 | 10  | ?             |
| 1988-1989              | Division 3 | ?   | ?             |
| 1989-1990              | ?          | ?   | ?             |
| 1990-1991              | ?          | ?   | ?             |
| 1991-1992              | ?          | ?   | ?             |
| 1992-1993              | ?          | ?   | ?             |
| 1993-1994              | Division 2 | ?   | 1/4 de finale |
| 1994-1995              | Division 2 | 12e | ?             |
| 1995-1996              | Promotion  | ?   | ?             |

| L'Entente Verviers |           |   |   |
| 1986-1987          | Promotion | ? | ? |
| 1987-1988          | ?         | ? | ? |
| 1988-1989          | ?         | ? | ? |
| 1989-1990          | ?         | ? | ? |
| 1990-1991          | ?         | ? | ? |
| 1991-1992          | ?         | ? | ? |
| 1992-1993          | ?         | ? | ? |
| 1993-1994          | ?         | ? | ? |
| 1994-1995          | ?         | ? | ? |
| 1995-1996          | Promotion | ? | ? |

## Infrastructure
- Hall Omnisports de Gerardchamps

## Comité
- Président : Marius Top
- Secrétaire : Vincent Marchal
- Trésorier : Maureen Boulanger